# Nemosinga
Genre
Nemosinga est un genre d'araignées aranéomorphes de la famille des Araneidae.

## Distribution
Les espèces de ce genre sont endémiques de Tanzanie.

## Liste des espèces
Selon World Spider Catalog (version 17.0, 23/03/2016) :
- Nemosinga atra Caporiacco, 1947
- Nemosinga strandi Caporiacco, 1947

## Publication originale
- Caporiacco, 1947 : Arachnida Africae Orientalis, a dominibus Kittenberger, Kovács et Bornemisza lecta, in Museo Nationali Hungarico servata. Annales historico-naturales musei nationalis hungarici, vol. 40, no 3, p. 97-257.